# Liste der Baudenkmale in Bawinkel
In der Liste der Baudenkmale in Bawinkel sind alle Baudenkmale der niedersächsischen Gemeinde Bawinkel aufgelistet. Die Quelle der  Baudenkmale ist der Denkmalatlas Niedersachsen. Der Stand der Liste ist der 19. Dezember 2020.

## Allgemein
In den Spalten befinden sich folgende Informationen:
- Lage: die Adresse des Baudenkmales und die geographischen Koordinaten. Kartenansicht, um Koordinaten zu setzen. In der Kartenansicht sind Baudenkmale ohne Koordinaten mit einem roten Marker dargestellt und können in der Karte gesetzt werden. Baudenkmale ohne Bild sind mit einem blauen Marker gekennzeichnet, Baudenkmale mit Bild mit einem grünen Marker.
- Bezeichnung: Bezeichnung des Baudenkmales
- Beschreibung: die Beschreibung des Baudenkmales. Unter § 3 Abs. 2 NDSchG werden Einzeldenkmale und unter § 3 Abs. 3 NDSchG Gruppen baulicher Anlagen und deren Bestandteile ausgewiesen.
- ID: die Objekt-ID des Baudenkmales
- Bild: ein Bild des Baudenkmales, ggf. zusätzlich mit einem Link zu weiteren Fotos des Baudenkmals im Medienarchiv Wikimedia Commons. Wenn man auf das Kamerasymbol klickt, können Fotos zu Baudenkmalen aus dieser Liste hochgeladen werden:

## Bawinkel

### Gruppe: Plankorth, Hof Rosen
Die Gruppe „Plankorth, Hof Rosen“ hat die ID 35899715.

| Lage                                            | Bezeichnung              | Beschreibung | ID       | Bild |
| ----------------------------------------------- | ------------------------ | ------------ | -------- | ---- |
| Braune-Moor-Straße 1 52° 35′ 1″ N, 7° 24′ 10″ O | Wohn-/Wirtschaftsgebäude | Hof Rosen    | 35901274 | BW   |
| Braune-Moor-Straße 1 52° 35′ 2″ N, 7° 24′ 8″ O  | Backhaus                 | Hof Rosen    | 35902131 | BW   |
| Braune-Moor-Straße 1 52° 35′ 1″ N, 7° 24′ 8″ O  | Nebengebäude             | Hof Rosen    | 35902101 | BW   |
| Braune-Moor-Straße 1 52° 35′ 1″ N, 7° 24′ 9″ O  | Nebengebäude             | Hof Rosen    | 35902070 | BW   |
| Braune-Moor-Straße 1 52° 35′ 2″ N, 7° 24′ 10″ O | Remise                   | Hof Rosen    | 35903252 | BW   |

### Gruppe: Duisenburg, Hof Schaper
Die Gruppe „Duisenburg, Hof Schaper“ hat die ID 35899733.

| Lage                                            | Bezeichnung              | Beschreibung                     | ID       | Bild |
| ----------------------------------------------- | ------------------------ | -------------------------------- | -------- | ---- |
| Duisenburger Brink 3 52° 34′ 3″ N, 7° 25′ 18″ O | Wohn-/Wirtschaftsgebäude | ehem. Haupthaus Hof Schaper      | 35901186 | BW   |
| Duisenburger Brink 3 52° 34′ 2″ N, 7° 25′ 16″ O | Wohn-/Wirtschaftsgebäude | sogenannte Leibzucht Hof Schaper | 35902189 | BW   |
| Duisenburger Brink 3 52° 34′ 2″ N, 7° 25′ 18″ O | Scheune                  |                                  | 35902220 | BW   |
| Duisenburger Brink 3 52° 34′ 3″ N, 7° 25′ 18″ O | Backhaus                 |                                  | 35902249 | BW   |
| Duisenburger Brink 3 52° 34′ 2″ N, 7° 25′ 16″ O | Remise                   |                                  | 35902281 | BW   |
| Duisenburger Brink 3 52° 34′ 3″ N, 7° 25′ 17″ O | Remise                   |                                  | 35902313 | BW   |

### Einzelbaudenkmale
| Lage                                              | Bezeichnung              | Beschreibung | ID       | Bild           |
| ------------------------------------------------- | ------------------------ | --- | -------- | -------------- |
| Flakstraße 3 52° 36′ 24″ N, 7° 27′ 1″ O           | Wohn-/Wirtschaftsgebäude | Hof Hanisch | 35901218 | BW             |
| Flakstraße 3 52° 36′ 25″ N, 7° 27′ 1″ O           | Backhaus                 | Hof Hanisch | 35901246 | BW             |
| Mühlenstraße 18 52° 36′ 10″ N, 7° 24′ 58″ O       | Kirche                   | Bartningkirche | 35902344 | BW             |
| Mühlenstraße 18 52° 36′ 10″ N, 7° 24′ 58″ O       | Pastorenwohnung          | Bartningkirche | 35903282 | BW             |
| Lingener Straße 52° 35′ 59″ N, 7° 24′ 42″ O       | Kirche                   | Die katholische Kirche wurde von 1904 bis 1905 erbaut. Es ist eine dreischiffige, neugotische Hallenkirche mit einem polygonalen Chor. Der Kirchenraum wurde 1923 ausgemalt. | 35901132 | Weitere Bilder |
| Schulstraße 31 52° 35′ 57″ N, 7° 24′ 48″ O        | Pfarrhaus                | Altes Pfarrhaus | 35902453 | BW             |
| Schulstraße 31 52° 35′ 57″ N, 7° 24′ 49″ O        | Nebengebäude             | | 35903336 | BW             |
| Lengericher Straße 23 52° 36′ 14″ N, 7° 25′ 33″ O | Wohn-/Wirtschaftsgebäude | | 35902425 | BW             |